# Urgleptes leopaulini
Urgleptes leopaulini es una especie de escarabajo longicornio del género Urgleptes, tribu Acanthocinini, subfamilia Lamiinae. Fue descrita científicamente por Touroult en 2004.
La especie se mantiene activa durante los meses de abril, mayo y junio.

## Descripción
Mide 5-6 milímetros de longitud.

## Distribución
Se distribuye por Guadalupe, Martinica y Santa Lucía.